# الاتصالات السلكية واللاسلكية في زامبيا
الاتصالات السلكية واللاسلكية في زامبيا تتضمن الراديو والتلفاز و الهواتف الثابتة والخلوية والانترنت.

## الإذاعة والتلفاز
تدير هيئة الإذاعة الوطنية الزامبية المملوكة(ZNBC)المملوكة من قبل الحكومة ثلاث شبكات راديو وهنالك ما يقارب الأربع والعشرين إذاعة تدار بشكل خاص وتنقل عبر قناتين إذاعيتين وطنيتين يمكن الوصول اليها في لوساكا وكيتوي. و تدير هيئة الإذاعة (ZNBC) محطة تلفاز واحدة، وهي المصدر الأول للمحتوى المحلي وهنالك أيضاً بعض محطات التلفاز الخاصة واشتراكات التلفاز ذات القنوات المتعددة متوفرة أيضاً.

## الهواتف
- رمز الاتصال الدولي +260
- رمز الوصول الدولي 00
- الخطوط الرئيسية:
  - 82,500 خط مستخدم بحلول عام 2012 و تحتل المرتبة 150 على العالم
  - 85,700 خط مستخدم في عام 2011
- الهواتف الخلوية.
  - 10.5 مليون خط في عام 2012 و هي في المرتبة 76 على العالم
  - 8.2 مليون خط في عام 2011
- المحطات الأرضية المتصلة بالأقمار الصناعية: 2 لإنتل سات Intelsat(إحداها تقع في المحيط الهندي والأخرى في المحيط الأطلسي) و ثلاث مملوكة من قبل زامتل Intelsat.

ومرافقها هي من أجود المرافق في افريقيا جنوب الصحراء الكبرى وبث أو ارسالات الميكروويف ذات السعة العالية تربط بين معظم المدن. و عدد لا بأس به من خوادم الهواتف الخلوية تعمل لتغطية الشبكة التي هي في تحسن، وهنالك نظام محلي للأقمار الصناعية يتم تركيبة لتحسين خدمة الهواتف في المناطق النائية وشبكات المحطات ذات الفوهات الصغيرة Very small aperture terminal (VSAT) تدار عن طريق شركات خاصة.

## الإنترنت
- نطاق المستوى الأعلى هو: zm
- و خدمات الإنترنت متوفرة بوفرة
- مستخدمي الإنترنت:
- 1.9 مليون مستخدم في المرتبة 93 حول العالم وهو يعادل 13.5% من عدد السكان في المرتبة 160 حول العالم في عام 2012.
- 816.200 مستخدم في المرتبة 105 حول العالم، في عام 2009
- البرودباند الثابت: 14,785 اشتراك وهي في المرتبة 138 حول العالم ما يعادل 0.1% من تعداد السكان وهي في المرتبة 166 حول العالم في عام 2012.
- البرودباند الخلوي: 90,643 اشتراك وهي في المرتبة 121 حول العالم ما يعادل 0.7% من تعداد سكانها وهي فيها بالمرتبة 137 حول العالم.
- مُضيفين الإنترنت: 16,571 مضيف في عام 2012 وهي بالمرتبة 122 حول العالم في عام 2012
- عنوان آي بي في4: 162,816 عنوان تم تخصيصه وهو أقل من 0.05% من مجموع العنوانين في العالم، 6.8 عنوان لكل 1000 فرد في عام 2012

### الرقابة والإشراف على الإنترنت
استخدام الإنترنت ليس مقيد وبإمكان الأفراد والجماعات التعبير عن وجهات نظرهم بأريحية عبر الإنترنت ومع ذلك فأن الحكومة تهدد باستمرار بشطب الصحف الرقمية والمدونات المنتقدة للحكومة، وفي أكتوبر من العام 2012 قامت الحكومة بمحاوله لشطب المدونة زامبيان واتشدوغ Zambian Watchdog و لكنها بائت بالفشل بسبب استضافة المدونة في الخارج وهي بذلك خارج نطاق سيطرة الحكومة.
يكفل الدستور والقانون حرية التعبير وحرية الصحافة ومع ذلك فأن الحكومة تستخدم الأحكام التي يسن بها القانون لتقييد هذه الحريات. و إن الحكومة حساسة تجاه المعارضة والمنتقدين الآخرين وكانت سرعان ما تقاضي النقاد باستخدام الحجج القانونية على أنهم يحرضون على تهديد الأمن العام والقوانين التشهيرية تستخدم لقمع حرية التعبير والصحافة. ويمنع الدستور والقانون التدخل المستبد في الخصوصية والعوائل و البيوت أو في المراسلات ولكن الحكومة لا تحترم هذه القوانين بشكل مستمر فالقانون يسن على وجوب مذكرة اعتقال أو بحث قبل دخول الشرطة للمنزل باستثناء حالات الطوارئ أو حين تشتبه الشرطة بوجود شخص ارتكب جنحة مثل الخيانة أو الفتنة وقذف الرئيس أو التجمعات غير القانونية والشرطة تقتحم بدون مذكرات على نحو مستمر ويعطي القانون لجنة مكافحة المخدرات وخدمة المخابرات الأمنية الزامبية.

## الروابط خارجية
- هيئة الإذاعة الوطنية في زامبيا (ZNBC) ، موقع إلكتروني.
- زامتل ، الموقع الإلكتروني.
- تاريخ البث الزامبي ، في القسم الدولي من أرشيف البث الإذاعي القديم، مايو 2007.
- ZAMNET ، مسجل المجال .zm.